# Ах, моја Богињо
 (јап. ああっ女神さまっ) је јапанска манга сеинен коју је написао и илустровао Косуке Фуџишима. Објављивала се од 1988. до 2014. године у манга часопису Afternoon, и поглавља су јој сакупљена у 48 танкобон томова. Радња прати везу између Кеичија Морисата, бруцоша на факултету и богиње Белданди.
Манга је адаптирана у оригиналну видео анимацију у продукцији студија AIC која се емитовала од 2005. до 2006. године. Исти студио је развио још две ОВА серије, две аниме адаптације и филм.  Студио OLM такође је развио једну аниме адаптацију овог наслова. Серија је такође произвела пар видео игрица, лајт роман и спиноф мангу.

## Прича

### Синопсис
Кеичи Морисато је добродушан али беспомоћан (смотан, смушен) и усамљен бруцош коме често западају најгори послови по студентском дому. Једнога дана, седећи сам у соби, грешком назове линију за помоћ богиња, и прелепа богиња по имену Белданди се појави у његовој соби. Она му каже да је њена агенција добила системски захтев од њега, и да је она послата да би му испунила једну жељу. Мислећи да неко збија шалу на његов рачун, он зажели да она остане са њим заувек. На његово изненађење, жеља му је услишена. Белданди мора остати са њим, али његов студентски дом је само за мушкарце, тако да обоје завршавају на улици.
Након тога крећу на његовом мотоциклу да нађу друго пребивалиште и наилазе на запуштени будистички храм. Ујутру их поздравља монах, једини становник храма, који их прима и даје им дозволу да остану док не нађу трајан смештај. Он њих одмах запошљава да одржавају двориште, али када види Белданди како користи своје моћи да спаси Кеичија од пада са крова, почиње да сумња да је Белданди вештица или демон. Додуше, монах убрзо схвата да је Белданди добра душа када примети њено брижно спремање дворишта и њену савршену медитацију. Монах одлучује да крене на ходочашће у Индију и дозвољава им да остану у храму под условом да наставе да га одржавају.

### Свет
Свет манге се заснива на нордијској митологији, разна имена и појмови се користе углавном у хумористичне сврхе. Постоје три света: рај (Валхала), пакао (Нифлхајм), и Земља. Рај је царство богиња и богова, пакао је царство демона, и Земља је царство људи. Стварност контролише огромни и комплексни компјутерски систем, назван Игдрасил.
Све богиње су подељене по класи, категорији и ограничењу. Класа представља снагу и вештину извођења чаролија. Богиње прве класе су под строжом забраном лагања од друге две класе. Категорија такође има три: административна, теренска и специјална. На основу дозвољеног дејства, деле се на ограничене и неограничене богиње. Богиње могу бити кажњене због занемаривања дужности или других прекршаја, и могу им се привремено суспендовати дозволе за чаролије. Богињи која употреби своје моћи током суспензије ће се трајно одузети дозвола. Белданди је богиња прве класе, друге категорије, неограничене дозволе; Урд (њена старија сестра) је богиња друге класе, прве категорије, ограничене дозволе, а Скалд (њихова млађа сестра) је богиња друге класе, прве категорије, ограничене дозволе. Богиње носе блокаторе моћи, обично у облику накита.

## Развој
Претходна Фуџишимина манга, Taiho Shichau zo садржала је кратки одељак где је главна хероина приказана као богиња. Иако аутор није потврдио везу између ове две манге, верује се да је Ах, моја Богињо! произашла из те идеје. Фуџишима је хтео да прикаже свет у коме је бити богиња посао.

## Франшиза

### Манга
Мангу Ах, моја Богињо написао је и илустровао Косуке Фуџишима. Серијализовала се од 24. септембра 1988., до 25. априла 2014. године. у Коданшиној манга ревији Afternoon. Поглавља су сакупљена у 48 танкобона; први је изашао 18. августа 1989., а последњи 23. јула 2014. године. Последњи том имао је и специјално издање које је садржало свеску мини прича из првих томова, драма ЦД са гласовним глумцима и принтове свих насловних страна.
Серијал је произвео спиноф мангу под називом Aa! Shūkatsu no Megami-sama! (прим. прев „Ах, моја незапослена Богињо”) коју је написао Ухеј Аоки, а илустровао Кумичи Јошизуки. Серијализовала се од 25. јануара 2019., до 25. октобра 2021. године, у истој ревији као оригинал. Први од пет томова објављен је 20. септембра 2019., а последњи 21. јануара 2022. године. Прича прати Кеичија и Белданди за време рецесије.

### Аниме

#### Оригиналне видео анимације

##### 1993-1994.
Манга је 1993. године добила своју прву аниме адаптацију, и то у виду петоделне оригиналне видео анимације (ОВА). Епизоде је анимирао студио AIC, и издавале су се директно на ВХС од 21. фебруара 1993., до 17. маја 1994. године. Сценарио су написали Кунихико Кондо и Нахоко Хасегава, док је Такеши Јасуда радио музику, а Хиденори Мацубара карактер дизајн.

##### 2007.
У част 20-годишњице манге, 2007. године емитована је дводелна оригинална видео анимација под називом Aa! Megami-sama! Tatakau Tsubasa. Епизоде је опет анимирао AIC, али је режију вршио Хироаки Года. Емитоване су 9. децембра 2007. године.

##### 2011-2013.
Три оригиналне видео анимације, познате колективно као Aa! Megami-sama! Itsumo Futari de, објављене су заједно са томовима 42 (23. фебруар 2011), 43 (23. септембар 2011) и 46 (23. август 2013). 

#### Филм
Анимирани филм базиран на манги премијерно је приказан 2000. године у Јапану. Приказује ликове из претходне адаптације, као и ликове из манге који до тада нису били анимирани. Не прати специфичан део манге, али се користи одређеним елементима из приче.

#### ТВ серије

##### (1998-1999)
У периоду од 6. априла 1998. до 29. марта 1999. године емитовано је 48 епизода серијала „Авантуре мини-Богиње” (енгл. Adventures of Mini-Goddess), у којој су ликови из манге приказани у минијатури. Серија не прати мангу и није повезана са претходним адаптацијама. Прича прати Белданди и њене сестре, као и миша званог Ган, и њихове авантуре у светилишту. Епизоде је анимирао студио OLM, и емитоване су на јапанском каналу WOWOW.

##### (2005-2006)
Ова адаптација, сачињена од две сезоне, блиско прати мангу. Прва сезона емитовала се од 7. јануара до 8. јула 2005. године, са укупно 24 епизоде и два специјала која су касније додата у ДВД издању. Друга сезона, позната као Ah! My Goddess: Everyone Has Wings у Јапану, односно Ah! My Goddess: Flights of Fancy у Америци, емитовала се од 7. априла до 15. септембра 2006. године, са укупно 22 епизоде, односно 24 у ДВД издању.

#### Лајт роман
Лајт роман под називом Aa! Megami-sama! First End написала је гласовна глумица Јуми Тома (која је тумачила лик Урд), а илустровали Фуџишима и Хиденори Мацубара. Објављен је 20. јула 2006. године.

#### Видео игрице
Компанија Banpresto је 1993. године издала истоимену игрицу за конзолу NEC PC-9801. Игрица је дорађена 1997. године за PC-FX конзолу.
Компанија Сега је 1998. године издала квиз игрицу под називом Quiz: Ah! My Goddess - Stay With Fighting Wings за конзолу .
Компанија Marvelous Interactive је 2007. године издала игрицу истог назива као и манга, за конзолу .

## Пријем
Закључно са јуном 2020. године, манга је продата у преко 25 милиона примерака. Године 2009. освојила је Коданшину награду за манге у општој категорији. Јула 2015. године, 41 том манге био је десета најпродаванија манга на Ориконовом списку за ту недељу. Анимирани филм је заузео 28. место на списку најбољих анимеа објављених у Северној Америци по процени часописа Wizard's Anime. Серијал је 2007. године номинован на америчком аниме такмичењу за најбољи хумористички аниме, али је прво место заузела серија FLCL.